# Streber (pjäs)
Streber är en teaterpjäs av Stig Dagerman. Pjäsen är utgiven i boken Judasdramer (1949) och i Samlade skrifter 6. Teater 1 (1982).
Pjäsen handlar om några syndikalister som startar en bilverkstad som ett kooperativt företag och luras av en av sina medarbetare. Den är en skildring av människans vacklan mellan omtanken om sina medmänniskor och egennyttan. Huvudpersonen Blom drömmer om att klättra i samhället och börjar manipulera sina kamrater för att få till en försäljning som ska gynna honom själv: ”Mina kompanjoner är nog bra, men de förstår sig inte på affärer. Och så har de principer. Det har jag också. Men mina är bättre.”
Streber hade premiär på Bioteatern Amiralen i Malmö den 30 maj 1948 i regi av Bengt Ekerot och med Erik Strandmark i huvudrollen och spelades hösten 1948 på Malmö stadsteater. Senare har den satts upp på Dramaten (1949) och Göteborgs stadsteater (1971). Den spelades på Dramaten hösten 2013 och på turné med Riksteatern 2014.
En filmatisering gjordes för Sveriges Television 1978 i regi av Christian Lund, se Streber (film).